# コロラドスプリングス・プランド・ペアレントフッド銃撃事件
2015年11月27日、銃で武装した男がコロラド州コロラドスプリングスのプランド・ペアレントフッド病院を襲撃した。一人の警察官と二人の市民が殺害され、五人の警察官と4人の市民が負傷した。5時間の立てこもりの後、SWAT部隊が武装した車両をロビーに突入させ、犯人は降伏した。
犯人のロバート・ルイス・ディアー・ジュニアは3日後殺人罪で起訴され、仮釈放なしの拘置を言い渡された。12月9日に法廷に現れたディアーは繰り返し審理を中断させ（公式な証言ではなかったが）罪を認め、人工中絶とプランド・ペアレントフッドに批判的な見方を示し、自らを「子供のための戦士」と称した。12月23日に再び出廷したディアーは自身で自身の弁護をしたいと希望した。判事はディアーの責任能力を見るための精神鑑定をもとめた。鑑定の結果ディアーは錯乱状態にあったとされ、2016年3月に判事は責任能力の欠如を認め、コロラド州立精神病院に無期限に収容することを命じた。
この事件について、人工中絶に賛成または反対の立場から多くのコメントが寄せられた。

## 事件

### 銃撃
山岳部標準時午前11時38分頃、プランド・ペアレントフッド病院内で銃が乱射されているという通報が当局に寄せられた。
容疑者は駆けつけた警察官に対して発砲した。何人かの警察官が被弾し一人が死亡した。警察は銃で応戦し、4時間に渡って立てこもりが続いた。
事件当初の報告では犯人は長銃で武装し狩猟用の服を着ているとのことだったが、後に武器はセミオートライフルであることが分かった。ある目撃者は銃撃の数分後、「胸に穴の開いた」男性が近くの食料品店に駆け込み、病院と店の間の駐車場で撃たれたと話していたと証言した。
20分の間におよそ20回の発砲があった。警官隊は周囲を制圧し、近隣の店は閉鎖された。

### 立てこもりと確保
立てこもりの間、警察官は病院内に侵入し、降伏するよう説得したと伝えられる。SWAT部隊が武装車両をロビーに突入させ、中でとらわれていた人々を救出した。午後4時52分、男は降伏し捕えられた。男の確保に続いて、爆発物がないか捜索が行われた。複数のプロパンタンクが容疑者の車の周辺で発見された。犯人はこれを爆発させることを図っていたと見られる。午後9時10分、容疑者の身元はノースカロライナ出身の57歳、ロバート・ルイス・ディアー・ジュニアであることが判明した。
連邦捜査局とアルコール・タバコ・火器及び爆発物取締局は連携して捜査に当たることを表明し、アメリカ合衆国大統領バラク・オバマは事件について記者会見を開いた。予防的な措置として、警官がニューヨークとデンバーのプランド・ペアレントフッド病院に配置された。

## 被害者
通報で駆けつけたコロラド大学コロラドスプリングス校の警察官ガレット・スワージー44歳、撃たれたあと他の人に事件を知らせるため病院内に戻ったケアレ・Ｍ・ステュアート29歳、友人の付き添いで病院に来ていたジェニファー・マルコフスキー35歳の3名が犠牲となった。この他に5人の警察官と4人の市民が撃たれ、近くの病院に搬送された。

## 犯人
ロバート・ルイス・ディアー・ジュニア（1958年4月16日生まれ）はサウスカロライナ州チャールストンで生まれ、ケンタッキー州ルイビルで育った。
ディアーは人生の大半をカロライナ両州で過ごした。2014年にコロラド州に移るまで個人で美術商を営み、トレイラーに連結したキャビンで生活していた。事件当時はコロラド州ハートセルのトレイラーで暮らしていた。
1991年3月、ディアーはチャールストンにおいて長刃ナイフと装填された銃の違法所持で逮捕・起訴された。1985年から1993年までディアーと結婚していた女性はNBCの取材に対し、ディアーは過去にもプランド・ペアレントフッド病院の鍵を糊付けしたことがあり、暴力沙汰を起こしたことがあったと話した。1993年の離婚時の裁判資料において、元妻は「彼はキリスト教徒であると主張し、極端な福音派であるが、行動上は聖書には従っていない。信じる限り救われるし、何でも好きなことをやってよいと言っている。終末論に強迫されている」と話している。ディアーはマリファナに関するネット上の掲示板に自らのマリファナ使用体験や共にマリファナを使用する女性の募集について書き込んだこともある。
ニューヨークタイムスの報じるところによれば、彼は熱心な反人工中絶派であり、人工中絶に従事する人々を襲撃する者について、「神の代行者」として賞賛していた。また2009年、ディアーは複数の殺人と爆破について自らが行ったものと主張する過激派反人工中絶主義者の一派、Army of Godのメンバーから「英雄」とされていた。

## 反応
ロッキー山脈地方プランド・ペアレントフッド理事長であるヴィッキー・カワートは事件を一種の国内テロであるとした。アメリカ合衆国司法長官ロレッタ・リンチは銃撃はコロラドスプリングスに対しての犯罪であるばかりでなく。プランド・ペアレントフッドで治療を受けようとした女性、駆けつけた警察官、そして他の無辜の人々に対する犯罪であるとした。バラク・オバマはより厳格な銃規制の必要性を指摘する声明を発表した。
FBIは2015年9月に警察に対し、プランド・ペアレントフッドの施設は「過激派プロライフ運動による放火から保護される必要があるかもしれないと通達していた。銃撃を受けて、一部の警察機構はプランド・ペアレントフッド病院の周囲に万一の事態に備えるため車両を配備した。

## 参照
- プランド・ペアレントフッド